# Hoya nuttiana
Hoya nuttiana är en oleanderväxtart som beskrevs av Rodda och Simonsson. Hoya nuttiana ingår i släktet Hoya och familjen oleanderväxter. Inga underarter finns listade i Catalogue of Life.